# 1208 Troilus
1208 Troilus је Јупитеров тројански астероид. Приближан пречник астероида је 103,34 ,
а средња удаљеност астероида од Сунца износи 5,241 астрономских јединица (АЈ).
Инклинација (нагиб) орбите у односу на раван еклиптике је 33,561 степени, а орбитални период износи 4383,091 дана (12,000 године). Ексцентрицитет орбите астероида износи 0,092.
Апсолутна магнитуда астероида износи 8,99 а геометријски албедо 0,041.
Астероид је откривен 31. децембра 1931. године.